# Harvest Moon: A Wonderful Life
Harvest Moon: A Wonderful Life är ett datorspel från Natsume. Som titeln antyder handlar det om ett RPG i lantbruksmiljö. Spelet kastar en in i en värld full av kogödsel och svinstior och det spänner över en tidsrymd på 30 år.
Spelet påminner lite i sitt upplägg om Animal Crossing. Man börjar som en lantbrukarnovis och allt medan man blir äldre träffar man en tjej, gifter sig och får ett barn, som kommer att uppta en stor del av ens liv.

## Flickor
I Harvest Moon: A Wonderful Life kan man välja bland tre flickor att gifta sig med.

### Celia
Hon bor på Vesta Farm med hennes faster/moster och kusin.
Celia är en glad, vänlig, ibland barnslig person som är intresserad av plantor. Hon tycker om blommor, grönsaker och ägg. Fastän hon ofta är glad, så har hon problem med att hänföra sig till folk.

### Muffy
Hon bor på baren med Griffin.
Hon är en munter, något klumpig och flörtig person som gillar blommor (speciellt Amourous) och Moon ore. Muffy håller på att tappa hoppet över att kunna få gifta sig.

### Nami
Hon bor i värdshuset.
Jämfört med Muffy och Celia är Nami ganska annorlunda. Hon är lite känslokall och likgiltig, men hon döljer bara sina riktiga känslor. Hon är faktiskt ganska smart, men har svårt att prata med andra. Nami gillar lerfossil och skelettfossil.